# Crotalocephalus
Crotalocephalus – rodzaj stawonogów z wymarłej gromady trylobitów, z rzędu Phacopida. Żył w okresie dewonu.